# Buchenavia grandis
Buchenavia grandis är en tvåhjärtbladig växtart som beskrevs av Adolpho Ducke. Buchenavia grandis ingår i släktet Buchenavia och familjen Combretaceae. Inga underarter finns listade i Catalogue of Life.